# Marchocice (województwo świętokrzyskie)
Marchocice – wieś sołecka w Polsce położona w województwie świętokrzyskim, w powiecie włoszczowskim, w gminie Secemin.
W latach 1975–1998 miejscowość administracyjnie należała do województwa częstochowskiego.

## Historia
Wieś wymieniona w Słowniku geograficznym w powiecie włoszczowskim gminie i parafii Secemin.
Według spisu powszechnego z roku 1921 miejscowość Marchocice wieś, posiadała 43 domy i 237 mieszkańców 